# Inke
Inke là một thị trấn thuộc hạt Somogy, Hungary. Thị trấn này có diện tích 51,76 km², dân số năm 2010 là 1280 người, mật độ 25 người/km².